# Curica-urubu
A curica-urubu (nome científico: Pyrilia vulturina), também conhecida como periquito-urubu, periquito-d'anta, papagaio-urubu, urubu-paraguá e piripiri, é uma espécie de ave da família dos psitacídeos, endêmica do norte do Brasil (do rio Madeira até o Maranhão).

## Descrição
Mede até 23 centímetros de comprimento. Apresenta coloração geral verde, com cabeça nua, nuca e garganta amarelas, peito amarelo e parte inferior em tom azulado.

## Vulnerabilidade
Projeções de desmatamento de seu habitat por conta da expansão das fazendas de gado e soja indicam que a espécie sofrerá um intenso decréscimo populacional nas próximas três gerações (a partir de 2016).